# Krista Lane
Krista Lane (26 febbraio 1959) è un'ex attrice pornografica tedesca.

## Biografia
Nata nella Repubblica Federale tedesca nel 1959, della sua vita si hanno poche informazioni prima del suo trasferimento negli Stati Uniti negli anni'80, dove inizialmente ha lavorato come prostituta nelle strade di New York e Los Angeles.
Krista Lane fece il suo debutto nel 1985 con "Double Penetration 1" e "Born to Run". Nel 1987 ottenne il suo primo importante premio AVN Award for Best Couples Sex Scene (video) per il video "Blame it on Ginger" nella scena girata con Joey Silvera, ma la consacrazione avvenne nel 1988 quando ottenne ben quattro premi per il film "Deep Throat II": due della XRCO Award e due della AVN Awards.
Nel 1990 ha abbandonato la carriera nell'industria pornografica.

## Riconoscimenti
- AVN Awards
  - 1987 – Best Couples Sex Scene (video) per Blame it on Ginger con Joey Silvera[8]
  - 1988 – Best Actress (film) per Deep Throat II[9]
  - 1988 – Best Couples Sex Scene (film) per Deep Throat II con Tasha Voux, Ashley Moore, David Morris e Frank Serrone[10]
- XRCO Award
  - 1988 – Best-Actress per Deep Throat II[11]
  - 1988 – Best Group Grope Scene per Deep Throat II con Tasha Voux, Ashley Moore, David Morris e Frank Serrone[12]